# Antinomi
En antinomi er to udsagn der begge er logisk gyldige, men som samtidig modsiger hinanden. Med andre ord, to modsatrettede påstande (en tese og en antitese), der kan hævdes med lige god ret.
De var af stor vigtighed for filosoffen Immanuel Kant. Han beskrev fire antinomier i sin Kritik af den rene fornuft.

## Antinomierne

### Antinomi om tid
Tese: Verden har en begyndelse i tid.

Antitese: Verden har ingen begyndelse i tid. Tiden er altså uendelig.

Bevis til tesen: Hvis tidsrækken ikke har en begyndelse og er uendelig, da måtte den have gennemgået et uendeligt antal øjeblikke i tidsrækken, hvis 'nu' skulle være nået. Der er altså op til ethvert tidspunkt forløbet en evighed, og en uendelig række af øjeblikke har fulgt efter hinanden. Da det er umuligt at gennemgå en uendelighed, ville dette 'nu' aldrig kunne være blevet nået, hvis tidsrækken er uendelig. En endelig tidsrække er simpelthen en forudsætning for nuets eksistens. Og vi ved, at dette nu eksisterer (da vi er i det), så derfor er der nødt til at have været en endelig række af øjeblikke før dette nu. 

Bevis til antitesen: Hvis verden har en begyndelse, må tiden engang have været begyndt. Det vil sige, at der før tiden begyndte, må have eksisteret noget der har skabt tiden. Men dette er ikke muligt, da en tings opståen ikke er mulig, hvis tid ikke forekommer. Hvis der ingen tid forekommer, kan heller ikke tiden selv skabes, og derfor er det umuligt, at tidsrækken er endelig. Tiden er nødt til at være uendelig.

### Antinomi om substans
Tese: Enhver sammensat substans i verden består af usammensatte dele, og der eksisterer ikke andet end det usammensatte (simple dele) og det der er sammensat heraf.

Antitese: Ingen sammensat ting i verden består af det usammensatte, og der eksisterer ikke noget usammensat i verden.

Bevis til tesen: Antag, at der i verden fandtes en sammensat substans der ikke bestod af noget usammensat. Hvis man nu ophæver disse substanser i tanken, vil der slet ikke være nogen substans tilbage, og heller ikke nogen usammensatte dele, da de jo ikke findes. Hvis ingen substans består af noget usammensat smuldrer den så at sige mellem fingrene på os i tanken. Der forekommer to muligheder – enten er det ikke muligt i tanken at ophæve enhver sammensætning, eller også må der eksistere noget usammensat, som det sammensatte er sammensat af. Hvis det dog er sandt, som i den første mulighed, at det ikke er muligt for tanken at ophæve enhver sammensætning, ville det sammensatte ikke engang bestå af substanser (for ved substanser er sammensætningen en helt tilfældig relation, og uden denne relation må substanser stadig bestå som i sig uforanderlige væsner). Dette modsiger dog hvad vi har foresagt, hvorfor der kun er den mulighed tilbage, at der må eksistere noget usammensat. Man kan derved drage den konklusion, at sammensætningen kun er substansens ydre tilstand, og ligeledes drage den slutning, at fornuften må tænke det usammensatte som de første subjekter i enhver komposition, selvom vi ikke fuldstændigt kan sætte elementarsubstanserne uden for tilstanden af forbundethed.

Bevis til antitesen: Antag, at en substans består af usammensatte dele. Hvis disse usammensatte dele skal være hvad substanden er sammensat af, da må de usammensatte dele selv være substans, da det ellers ikke ville give mening, at de er delene af en substans. Vi må dog altid tænke en substans som noget udstrakt, for ellers ville vi ikke længere tale om en substans, og altså må de usammensatte dele af substansen selv være udstrakte for overhovedet at kunne være del af denne komposition. Men det ligger ligeledes i egenskaben udstrakt, at den er delelig, da man ellers ikke ville tale om noget udstrakt, og derved er det umuligt for nogen udstrakt substans at være sammensat af noget der ikke selv er udstrakt. 

### Antinomi om fri vilje
Tese: Summen af fænomener verden kan ikke udledes af den kausalitet alene, der reguleres af naturens love. Derfor er det nødvendigt at antage, at der må findes en anden kausalitet – en ekstra kausalitet – der er bestemt ved friheden til at forklare disse fænomener.

Antitesen: Alt sker i forhold til naturens love, og bliver reguleret af disse, hvorfor der ikke findes nogen fri vilje.

Bevis til tesen: Hvis enhver eksisterende kausalitet sker ifølge naturens love, og blive reguleret i forhold til disse, da vil enhver virkning være en følge af en årsag, men årsagen selv må også have en årsag, og derved selv være virkning af en forudgående årsag, og således fortsætter det i det uendelige. Alt sker således udelukkende i forhold til en underordnet begyndelse, men aldrig en første begyndelse. Dette kan dog ikke blive ved, da rækken aldrig vil være fuldstændig, hvilket er grunden til, at man må antage en anden form for kausalitet, før denne tække af årsager og virkninger kan give mening. Denne kausalitet man må antage må altså, være en kausalitet der er årsag til at noget finder sted, en årsag til en virkning, men som ikke selv er en virkning af en forudgående årsag. Vi er altså nødt til at antage en transcendental frihed.

Bevis til antitesen: Hvis der fandtes en transcendental frihed, der var den første årsag til alle efterfølgende årsager og virkninger, da ville det være en spontan begyndelse af en række, hvilket er ganske uforklarligt og ulogisk. Men enhver påbegyndelse af en handling forudsætter dog en tilstand, der rummer en årsag, som endnu ikke er blevet til handling. Ideen om den transcendentale frihed er med andre ord i modstrid med årsagsloven, som var den lov der brugtes til at bevise den i begyndelsen, da en dynamisk påbegyndelse af en handling forudsætter en tilstand, der ikke har nogen kausal sammenhæng med en forudgående tilstand. Når vi skal søge sammenhæng i verden, er der således ikke andet end naturens love.

## Kritik af antinomierne
Især antinomierne var af stor interesse for Immanuel Kant og i Kritik af den rene fornuft udfolder han en kritik af antinomierne, idet han påstår, at de er transcendentale illusioner.